# Giro d’Italia 2021/19. Etappe
Die 19. Etappe des Giro d’Italia 2021 führt am 28. Mai 2021 über 166 Kilometer von Abbiategrasso zur Bergankunft am Alpe di Mera.
Sieger der Bergankunft wurde Simon Yates (BikeExchange) mit 11 Sekunden Vorsprung vor João Almeida (Deceuninck-Quick-Step). Egan Bernal (Ineos Grenadiers) wurde Dritter mit 28 Sekunden und verteidigte die Maglia Rosa vor Damiano Caruso (Bahrain Victorious), der Vierter mit 32 Sekunden Rückstand wurde.
Nachdem die Ausreißergruppe des Tages zu Beginn des Zielanstiegs eingeholt wurde, attackierte der Gesamtneunte Almeida sieben Kilometer vor dem Ziel. Ihm folgten u. a. Yates und Caruso, während Bernal zunächst zurückblieb. Während nach wenigen Minuten Yates sich aus der Kopfgruppe nochmals attackierte, führten Bernals Teamkollegen Jonathan Castroviejo und Daniel Felipe Martínez Bernal wieder an die anderen Ausreißer heran, bis Bernal zwei Kilometer vor dem Ziel das Tempo bestimmte. Sein letzter Begleiter Almeida griff auf dem Schlusskilometer an, erreichte aber Yates nicht mehr.
Ursprünglich sollte der Abschnitt rund 175 Kilometer lang sein und über den Monte Mottarone führen. Aufgrund des Seilbahnunfalls am 23. Mai 2021, bei dem 14 Menschen starben, wurde eine andere Strecke gewählt.

## Ergebnis
| \| Etappenergebnis \| Etappenergebnis \| Etappenergebnis \| Etappenergebnis \| Etappenergebnis \| \| Fahrer \| Fahrer \| Land \| Team \| Zeit \| \| --------------- \| ---------------------- \| ---------------------- \| ---------------------- \| --------------- \| \| 1. \| Simon Yates \| Vereinigtes Königreich \| BikeExchange \| 4 h 02 min 55 s \| \| 2. \| João Almeida \| Portugal \| Deceuninck-Quick Step \| + 11 s \| \| 3. \| Egan Bernal \| Kolumbien \| Ineos Grenadiers \| + 28 s \| \| 4. \| Damiano Caruso \| Italien \| Bahrain Victorious \| + 32 s \| \| 5. \| Alexander Wlassow \| Russland \| Astana-Premier Tech \| + 32 s \| \| 6. \| Daniel Martin \| Irland \| Israel Start-Up Nation \| + 42 s \| \| 7. \| Daniel Felipe Martínez \| Kolumbien \| Ineos Grenadiers \| + 49 s \| \| 8. \| Koen Bouwman \| Niederlande \| Jumbo-Visma \| + 1 min 25 s \| \| 9. \| Tobias Foss \| Norwegen \| Jumbo-Visma \| + 1 min 25 s \| \| 10. \| Romain Bardet \| Frankreich \| Team DSM \| + 1 min 25 s \| |                        |                        |                        |                 |
| |                        |                        |                        |                 |
| Quelle: ProCyclingStats |                        |                        |                        |                 |
| Etappenergebnis |                        |                        |                        |                 |
| Fahrer | Fahrer                 | Land                   | Team                   | Zeit            |
| 1. | Simon Yates            | Vereinigtes Königreich | BikeExchange           | 4 h 02 min 55 s |
| 2. | João Almeida           | Portugal               | Deceuninck-Quick Step  | + 11 s          |
| 3. | Egan Bernal            | Kolumbien              | Ineos Grenadiers       | + 28 s          |
| 4. | Damiano Caruso         | Italien                | Bahrain Victorious     | + 32 s          |
| 5. | Alexander Wlassow      | Russland               | Astana-Premier Tech    | + 32 s          |
| 6. | Daniel Martin          | Irland                 | Israel Start-Up Nation | + 42 s          |
| 7. | Daniel Felipe Martínez | Kolumbien              | Ineos Grenadiers       | + 49 s          |
| 8. | Koen Bouwman           | Niederlande            | Jumbo-Visma            | + 1 min 25 s    |
| 9. | Tobias Foss            | Norwegen               | Jumbo-Visma            | + 1 min 25 s    |
| 10. | Romain Bardet          | Frankreich             | Team DSM               | + 1 min 25 s    |

## Gesamtstände
| \| Gesamtwertung \| Gesamtwertung \| Gesamtwertung \| Gesamtwertung \| Gesamtwertung \| \| Fahrer \| Fahrer \| Land \| Team \| Zeit \| \| ------------- \| ---------------------- \| ---------------------- \| ---------------------- \| ---------------- \| \| 1. \| Egan Bernal \| Kolumbien \| Ineos Grenadiers \| 81 h 13 min 37 s \| \| 2. \| Damiano Caruso \| Italien \| Bahrain Victorious \| + 2 min 29 s \| \| 3. \| Simon Yates \| Vereinigtes Königreich \| BikeExchange \| + 2 min 49 s \| \| 4. \| Alexander Wlassow \| Russland \| Astana-Premier Tech \| + 6 min 11 s \| \| 5. \| Hugh Carthy \| Vereinigtes Königreich \| EF Education-Nippo \| + 7 min 10 s \| \| 6. \| Romain Bardet \| Frankreich \| Team DSM \| + 7 min 32 s \| \| 7. \| Daniel Felipe Martínez \| Kolumbien \| Ineos Grenadiers \| + 7 min 42 s \| \| 8. \| João Almeida \| Portugal \| Deceuninck-Quick Step \| + 8 min 26 s \| \| 9. \| Tobias Foss \| Norwegen \| Jumbo-Visma \| + 10 min 19 s \| \| 10. \| Daniel Martin \| Irland \| Israel Start-Up Nation \| + 13 min 55 s \| |                        |                        |                        |                  |
| |                        |                        |                        |                  |
| Quelle: ProCyclingStats |                        |                        |                        |                  |
| Gesamtwertung |                        |                        |                        |                  |
| Fahrer | Fahrer                 | Land                   | Team                   | Zeit             |
| 1. | Egan Bernal            | Kolumbien              | Ineos Grenadiers       | 81 h 13 min 37 s |
| 2. | Damiano Caruso         | Italien                | Bahrain Victorious     | + 2 min 29 s     |
| 3. | Simon Yates            | Vereinigtes Königreich | BikeExchange           | + 2 min 49 s     |
| 4. | Alexander Wlassow      | Russland               | Astana-Premier Tech    | + 6 min 11 s     |
| 5. | Hugh Carthy            | Vereinigtes Königreich | EF Education-Nippo     | + 7 min 10 s     |
| 6. | Romain Bardet          | Frankreich             | Team DSM               | + 7 min 32 s     |
| 7. | Daniel Felipe Martínez | Kolumbien              | Ineos Grenadiers       | + 7 min 42 s     |
| 8. | João Almeida           | Portugal               | Deceuninck-Quick Step  | + 8 min 26 s     |
| 9. | Tobias Foss            | Norwegen               | Jumbo-Visma            | + 10 min 19 s    |
| 10. | Daniel Martin          | Irland                 | Israel Start-Up Nation | + 13 min 55 s    |

| Punktewertung | Punktewertung    | Punktewertung | Punktewertung                      | Punktewertung |
| Fahrer        | Fahrer           | Land          | Team                               | Punkte        |
| ------------- | ---------------- | ------------- | ---------------------------------- | ------------- |
| 1.            | Peter Sagan      | Slowakei      | Bora-Hansgrohe                     | 135 P.        |
| 2.            | Davide Cimolai   | Italien       | Israel Start-Up Nation             | 113 P.        |
| 3.            | Fernando Gaviria | Kolumbien     | UAE Team Emirates                  | 110 P.        |
| 4.            | Elia Viviani     | Italien       | Cofidis                            | 86 P.         |
| 5.            | Egan Bernal      | Kolumbien     | Ineos Grenadiers                   | 68 P.         |
| 6.            | Dries De Bondt   | Belgien       | Alpecin-Fenix                      | 63 P.         |
| 7.            | Andrea Pasqualon | Italien       | Intermarché-Wanty-Gobert Matériaux | 61 P.         |
| 8.            | Simone Consonni  | Italien       | Cofidis                            | 60 P.         |
| 9.            | Alberto Bettiol  | Italien       | EF Education-Nippo                 | 53 P.         |
| 10.           | Nikias Arndt     | Deutschland   | Team DSM                           | 53 P.         |

| Bergwertung | Bergwertung       | Bergwertung            | Bergwertung            | Bergwertung |
| Fahrer      | Fahrer            | Land                   | Team                   | Punkte      |
| ----------- | ----------------- | ---------------------- | ---------------------- | ----------- |
| 1.          | Geoffrey Bouchard | Frankreich             | AG2R Citroën Team      | 180 P.      |
| 2.          | Egan Bernal       | Kolumbien              | Ineos Grenadiers       | 121 P.      |
| 3.          | Daniel Martin     | Irland                 | Israel Start-Up Nation | 83 P.       |
| 4.          | Simon Yates       | Vereinigtes Königreich | BikeExchange           | 57 P.       |
| 5.          | Bauke Mollema     | Niederlande            | Trek-Segafredo         | 53 P.       |
| 6.          | Lorenzo Fortunato | Italien                | Eolo-Kometa            | 52 P.       |
| 7.          | Damiano Caruso    | Italien                | Bahrain Victorious     | 50 P.       |
| 8.          | João Almeida      | Portugal               | Deceuninck-Quick Step  | 48 P.       |
| 9.          | Dries De Bondt    | Belgien                | Alpecin-Fenix          | 39 P.       |
| 10.         | Jan Tratnik       | Slowenien              | Bahrain Victorious     | 26 P.       |

| Nachwuchswertung | Nachwuchswertung       | Nachwuchswertung | Nachwuchswertung      | Nachwuchswertung  |
| Fahrer           | Fahrer                 | Land             | Team                  | Zeit              |
| ---------------- | ---------------------- | ---------------- | --------------------- | ----------------- |
| 1.               | Egan Bernal            | Kolumbien        | Ineos Grenadiers      | 81 h 13 min 37 s  |
| 2.               | Alexander Wlassow      | Russland         | Astana-Premier Tech   | + 6 min 11 s      |
| 3.               | Daniel Felipe Martínez | Kolumbien        | Ineos Grenadiers      | + 7 min 42 s      |
| 4.               | João Almeida           | Portugal         | Deceuninck-Quick Step | + 8 min 26 s      |
| 5.               | Tobias Foss            | Norwegen         | Jumbo-Visma           | + 10 min 19 s     |
| 6.               | Attila Valter          | Ungarn           | Groupama-FDJ          | + 38 min 18 s     |
| 7.               | Lorenzo Fortunato      | Italien          | Eolo-Kometa           | + 42 min 19 s     |
| 8.               | Michael Storer         | Australien       | Team DSM              | + 1 h 41 min 19 s |
| 9.               | Alessandro Covi        | Italien          | UAE Team Emirates     | + 1 h 49 min 29 s |
| 10.              | Einer Rubio            | Kolumbien        | Movistar Team         | + 1 h 55 min 36 s |

| Mannschaftswertung | Mannschaftswertung    | Mannschaftswertung     | Mannschaftswertung |
| Team               | Team                  | Land                   | Zeit               |
| ------------------ | --------------------- | ---------------------- | ------------------ |
| 1.                 | Ineos Grenadiers      | Vereinigtes Königreich | 244 h 14 min 06 s  |
| 2.                 | Team DSM              | Deutschland            | + 2 min 20 s       |
| 3.                 | Jumbo-Visma           | Niederlande            | + 26 min 22 s      |
| 4.                 | Trek-Segafredo        | Vereinigte Staaten     | + 28 min 23 s      |
| 5.                 | Astana-Premier Tech   | Kasachstan             | + 30 min 59 s      |
| 6.                 | Team BikeExchange     | Australien             | + 58 min 36 s      |
| 7.                 | EF Education-Nippo    | Vereinigte Staaten     | + 1 h 16 min 44 s  |
| 8.                 | Movistar Team         | Spanien                | + 1 h 18 min 43 s  |
| 9.                 | Deceuninck-Quick Step | Belgien                | + 1 h 25 min 22 s  |
| 10.                | Bahrain Victorious    | Bahrain                | + 1 h 28 min 28 s  |

## Ausgeschiedene Fahrer
- Gianluca Brambilla (Trek-Segafredo) nach Sturz mit Knieverletzung aufgegeben[3]
- Victor Lafay (Cofidis) nicht gestartet
- Jefferson Cepeda (Androni Giocattoli-Sidermec) nicht gestartet